# Анталья
Анта́лья, также Анта́лия (тур. Antalya) — курортный и портовый город на юге Турции на берегу Средиземного моря, который является центром провинции Анталья. Постоянное население города — 1,5 миллиона человек, при этом в летний период число фактически находящихся в городе людей может превышать 2 миллиона из-за активного туристического потока.

## История

### Ранняя история
Территория нынешней провинции Анталья была населена со времён древнейших людей. Известны стоянки каменного и бронзового веков. Из древнейших цивилизаций над регионом дольше всего господствовало Хеттское царство.
В эллинистический период регион находился в составе Ликии и Памфилии. Перейдя в руки Пергамского царства, территория подверглась активному освоению, и в 159 году до н. э. по приказу пергамского царя Аттала II (греч. Ατταλος) был основан город Атталия.
В 133 году город был завоёван римлянами. Позже стал зимней резиденцией императора Адриана. В честь его первого визита были возведены Адриановы ворота, являющиеся визитной карточкой города по сей день. Долгое время Атталия была владением Рима, затем Византии. С I—II века н. э. в регионе распространяется христианство.

### Средние века
В VIII веке после разрушительного землетрясения, набегов арабов и морских пиратов наступил экономический упадок региона. В XI веке с началом сельджукской экспансии в регионе начинает распространяться ислам.
В 1118 году при византийском императоре Иоанне II Комнине город был анклавом Византии. Он находился на значительном отдалении от земель империи, так что было возможно только морское сообщение с остальной частью страны. В 1119 году Иоанн II совершил ряд походов против турок и пробил по суше путь в Атталию.
После событий 1204 года власть в городе взял в свои руки православный итальянец по имени Альдобрандини. В 1206 году город на 16 дней осадили турки, но помощь 200 кипрских рыцарей на 1 год отсрочила его падение.
В 1207 году сельджуки завоевали регион. Греческое название Атталия было изменено на Адалия. Однако через пару лет местные христиане подняли бунт. Второй раз город был покорён турками 24 декабря 1215 года после почти годовой осады. В ходе второго покорения турки объявили христианам джихад, и после победы выбили для устрашения послание с угрозой смерти на городских стенах. Однако, оно было написано арабской вязью, которую греки-христиане не понимали.
В 1321—1423 годах Адалия была центром независимого бейлика Теке. К 1387 году остатки местных христиан находились настолько в плачевном положении, что написали константинопольскому патриарху письмо с просьбой о помощи в сохранении православной церкви. Турки обложили оставшиеся церкви непомерными налогами, в результате чего к 1397 году они фактически разорились. 
В 1423 году Адалию (вместе с бейликом Теке) завоевали турки-османы. При них же город получил название Анталья (вопреки расхожему мнению, оно не связано с названием региона «Анатолия»). В Османской империи Анталья играла важную роль морского торгового порта. Местный рынок рабов был одним из крупнейших в регионе. Также здесь снаряжались суда для отправки на восточные рубежи империи.

### Новейшее время
После Первой мировой войны, в 1919—1921 годах город был временно оккупирован Итальянским королевством. Анталья стала одним из форпостов подготовки национально-освободительного движения под руководством Мустафы Кемаля Ататюрка. По итогам освободительной войны Анталья вошла в состав Турецкой Республики.
На протяжении XX века город претерпевал интенсивное развитие. Поэтапно наращивались мощности сельского хозяйства, кожевенной промышленности, морского транспорта и логистики. Город расширялся территориально. Формировалась транспортная сеть. В конце XX века, на фоне интенсивного раскрытия туристического потенциала Турецкой Ривьеры, Анталья стала важным туристическим центром страны. Шоссе D400 соединяет её с другими курортными зонами.  Обновлённый в 1998 году аэропорт за короткое время стал третьим по величине пассажиропотока в стране.

### Современный период
С 2020 года в городе проводится Анталийский дипломатический форум. IV форум прошёл с 11 по 13 апреля 2025 года. В нём приняли участие 450 представителей из 140 стран, в том числе более 20 глав государств и правительств, свыше 70 министров.

## География и климат
Климат Антальи субтропический средиземноморский, с мягкой очень дождливой зимой и долгим жарким засушливым летом. Очень большое количество осадков зимой в Анталье выпадает благодаря Таврским горам, которые препятствуют проникновению циклонов дальше на север, как бы «отфильтровывая» их содержимое. Летом осадки бывают редко, иногда наблюдалось лето вообще без осадков. Относительная влажность воздуха практически круглый год составляет от 55 до 65 процентов.

С мая по октябрь в относительно сухой сезон доминирует ясная малооблачная погода, с октября по апрель господствует влажный сезон с холодными ветрами и обильными дождями. Отрицательные температуры воздуха и снег крайне редки и непродолжительны. Купальный сезон условно считается с середины мая по начало ноября.
| Показатель                    | Янв.  | Фев.  | Март | Апр. | Май  | Июнь | Июль | Авг. | Сен. | Окт. | Нояб. | Дек. | Год    |
| ----------------------------- | ----- | ----- | ---- | ---- | ---- | ---- | ---- | ---- | ---- | ---- | ----- | ---- | ------ |
| Абсолютный максимум, °C       | 23,9  | 23,4  | 28,8 | 33,2 | 37,6 | 43,5 | 45,2 | 43,3 | 41,2 | 37,7 | 33    | 25,4 | 45,2   |
| Средний суточный максимум, °C | 15    | 15,4  | 18,1 | 21,5 | 26,1 | 31,4 | 34,6 | 34,4 | 31,4 | 26,9 | 21    | 16,4 | 24,35  |
| Средняя температура, °C       | 9,6   | 9,9   | 12,2 | 15,8 | 20,3 | 25,3 | 28,3 | 27,8 | 24,3 | 19,5 | 14,2  | 10,8 | 16,98  |
| Средний суточный минимум, °C  | 5,5   | 5,8   | 7,5  | 10,7 | 14,6 | 19,1 | 22,3 | 22,1 | 18,7 | 14,7 | 9,9   | 6,9  | 13,15  |
| Абсолютный минимум, °C        | −2    | −4,4  | −1,6 | 1,4  | 6,7  | 11,1 | 14,8 | 15,3 | 10,6 | 4,9  | 0,8   | −1,6 | −4,4   |
| Норма осадков, мм             | 226,9 | 138,6 | 99,7 | 61,2 | 32   | 9,1  | 5,6  | 5,1  | 15,6 | 85,5 | 171,5 | 269  | 1119,8 |
| Температура воды, °C          | 17    | 16    | 16   | 18   | 20   | 24   | 26   | 27   | 26   | 24   | 21    | 18   | 21     |
| Источник: Климат Антальи      |       |       |      |      |      |      |      |      |      |      |       |      |        |

Рельеф всей провинции Анталья преимущественно гористый, и территория города не является исключением. Прибрежная зона имеет крутые многометровые перепады высоты (хорошо заметные в старом городе), на одном из них находится водопад. Дальше от берега в зоне новостроек перепады меньше.

## Административно-территориальное деление
В 2012 году был принят закон, согласно которому границами муниципалитета Анталья являются границы провинциальных владений, что приравняло город и провинцию с точки зрения административного деления. 
Тем не менее, с географической точки зрения, согласно официальным картам в состав города Анталья входят районы Муратпаша, Кепез, Коньяалты — частично, а также некоторые микрорайоны в таких районах как Аксу и Дёшемеалты.

## Население
Согласно данным Турецкого статистического института, численность населения города Анталья составляет:
| Численная информация о районов Антальи на конец 2022 года |                     |                     |         |               |                      |             |           |
| Район                                                     | Население 2021 года | Население 2022 года | Разница | Изменение (%) | Количество кварталов | Площадь км2 | Плотность |
| Аксу                                                      | 75.633              | 77.623              | 1.990   | 2,60          | 35                   | 406         | 191       |
| Дёшемеалты                                                | 73.809              | 79.495              | 5.686   | 7,42          | 33                   | 687         | 116       |
| Кепез                                                     | 591.895             | 608.675             | 16.780  | 2,80          | 68                   | 292         | 2085      |
| Коньяалты                                                 | 199.609             | 204.795             | 5.186   | 2,57          | 39                   | 546         | 375       |
| Муратпаша                                                 | 521.183             | 526.293             | 5.110   | 0,98          | 55                   | 96          | 5482      |
| Всего                                                     | 1.462.129           | 1.496.881           | 34.752  | 2,30          | 227                  | 2.027       | 738       |

## Экономика и городская инфраструктура
Основными отраслями экономики являются сельское хозяйство, туризм, торговля и лёгкая промышленность.
Из относительно новых сторон экономического развития города стоит отметить строительство прогулочных яхт, набирающее обороты с начала 2010-х годов (со ввода в эксплуатацию нового морского порта и свободной экономической зоны в районе Коньяалты).
Сельское хозяйство представлено растениеводством (цитрусовые, бананы, оливки, яблоки, томаты, огурцы, хлопок), животноводством (овцы, птица) и переработкой сельскохозяйственной продукции (производство оливкового масла, фруктовых соков, консервов). 
Лёгкая промышленность представлена прежде всего текстилем (одежда, предметы домашнего обихода), в незначительном количестве имеются кожевенные производства.
Исторический центр (Старый город) сочетает элементы римской, византийской и османской архитектурных традиций. Большая часть сохранившихся зданий и сооружений относятся к османскому периоду. Помимо архитектуры, старый город Антальи также знаменит своими памятниками старины и археологическим музеем.
В городе функционируют 2 университета (Академия туризма Антальи и Акдениз), 3 спортивных комплекса, большое количество школ, больниц и дошкольных учреждений.

### Транспорт
Связь Антальи с остальной частью страны обеспечивает воздушный, водный и автобусный транспорт, железная дорога отсутствует. Качество автомобильных дорог находится на высоком уровне.
Внутригородской общественный транспорт представлен автобусами, трамваем (старинным в исторической части города и современным, пересекающим весь город.
По городу курсируют маршрутные такси (долмуши), которые отличаются по цвету полоски на нём. В отличие от автобусов, в долмушах оплата принимается только наличными. Для комфортного перемещения из аэропорта и по городу, туристы и местные жители могут воспользоваться услугами трансфера и такси.
Ещё одним важным транспортным пунктом Анталии является междугородний автовокзал. Междугородний автовокзал Анталии расположен в районе Кепез. Ещё одним важным аспектом автовокзала Анталии является то, что он находится на транзитном маршруте городов на средиземноморском побережье Турции. По этой причине каждый день через автовокзал Антальи курсируют тысячи автобусов. До любого города Турции можно добраться из Анталии на автобусе. Пассажиры, прибывающие самолётом из России или стран Европы в самый густонаселенный город Турции Стамбул, могут добраться до автовокзала Анталии на автобусе. Опять же, из центра Анталии до туристических районов Анталии (таких как Аланья, Манавгат, Кемер) можно легко добраться на ежедневных автобусах с автовокзала Анталии.

## Спорт
С 24 сентября по 1 октября 2023 года Дворец спорта Антальи принимал матчи трёх туров квалификационного раунда Лиги чемпионов ФИБА 2023/2024.
С 17 по 22 сентября 2024 года на «Gloria Sports Arena» состоятся матчи 4-х туров квалификационного раунда Лиги чемпионов ФИБА 2024/2025.

## Туристические достопримечательности
Природные:
- Водопад Дюден
- Пляжи Коньяалты и Лара
- Гора Тюнектепе с обзорной площадкой
- Парк Караалиоглу

Рукотворные:
- Крепостные стены
- Район площади Республики и Калеичи (Старый город): дом-музей Ататюрка, мечеть Муратпаша, мечеть Текели Мехмета-паши, минарет Йивли, мечеть Искеле, Адриановы ворота, башня Хыдырлык, часовая башня
- Памятники Атталу II, Мустафе Кемалю Ататюрку и Ала-ад-Дину Кей-Кубаду
- Археологический музей
- Конференц-центр «Nest» в курортном районе Белек
- Водный комплекс с аквапарком, дельфинарием и аквариумом
- Зоопарк Антальи
- Археологические памятники античной эпохи в окрестностях города: амфитеатр в Аспендосе, развалины Перге

События и мероприятия:
- Кинофестиваль «Золотой апельсин»
- Международный фестиваль скульптур из песка
- Футбольные и гандбольные матчи в комплексе «Анталья Арена»
- Театрализованные представления в театре Аспендоса
- Ежегодное первенство по национальной борьбе в масле

Также многие путеводители относят к достопримечательностям и городские парки: Караали-оглы (в старом городе), Мермерли (в старом городе около порта), Коньяалты (в одноимённом районе города), национальный парк «Водопад Куршунлу» в окрестностях города.

## Города-побратимы
- Ростов-на-Дону, Россия (1995)[18]
- Нюрнберг, Германия (1997)[18]
- Бат-Ям, Израиль (1997)
- / Фамагуста, ТРСК/Республика Кипр
- Казань, Россия (2002)[19]
- Талдыкорган, Казахстан (2003)
- / Ялта, Россия/Украина[20] (2008)
- Мальмё, Швеция (2008)
- Остин, Техас, США (2008)
- Мостар, Босния и Герцеговина (2011)
- Хайкоу, Китай (2011)
- Куньмин, Китай (2012)
- Чонджу, Южная Корея (2013)
- Владимир, Россия (2013)
- Синин, Китай (2014)
- Циндао, Китай (2014)
- Урумчи, Китай (2014)
- Ливань (округ), Гуанчжоу, Китай (2015)
- Сунчхон, Южная Корея (2016)
- Майами, США (2017)
- Севилья, Испания (2017)
- Брест, Беларусь[21]

## Галерея
- Анталья из иллюминатора самолёта
- Водопад Дюден
- Старая гавань в Калеичи
- Площадь Ататюрка
- Минарет Йивли
- Башня Хыдырлык
- Типичная жилая застройка в новом районе
- Мечеть Текели Мехмет Паши
- Аэропорт Антальи
- Пляж в районе Коньяалты
- Панорама старого города
- В археологическом музее Антальи
- Вид на старую гавань и Калеичи с высоты
- Улица с исторической застройкой в старом городе
- Часовая башня
- Адриановы ворота
- Инсталляция в новом районе
- Ретро-трамвай на улицах Антальи
- Аквариум
- Старая гавань в сумерках
- Аэропорт Антальи
- Спортивный комплекс Antalya Arena
- Вид на гавань и округ Коньяалты
- Улица в старой части города